# 斎藤分町
斎藤分町（さいとうぶんちょう）は、神奈川県横浜市神奈川区の町名。丁目はなく、全域で住居表示が実施されている。

## 地理
神奈川区中部に南北にやや長い町域を持つ。北東は西神奈川三丁目、東は平川町、南東は二本榎、南は旭ケ丘・栗田谷、西は中丸、北西から北にかけては六角橋二丁目・三丁目に隣接する。町域の多くは一戸建てや、隣接する六角橋に神奈川大学があることからアパートも多く見られる。町の南西部に横浜市立斎藤分小学校、中央部には善龍寺がある。町内に鉄道駅はなく、町域の東方の白楽にある東急東横線白楽駅または東白楽駅が最寄りとなる。

### 地価
住宅地の地価は、2025年（令和7年）1月1日の公示地価によれば、斎藤分町14-16の地点で39万円/m²となっている。

## 歴史
古い文献では、『小田原衆所領役帳』に「小机神奈川齋藤文」、『新編武蔵風土記稿』にも「古キ地名ナルコト知ヘシ」と記されていることが確認されている。
町の中ほどにある善龍寺は天長年間（824年～834年）に真言宗の寺院として開山し、1253年（建長5年）に浄土真宗に改宗した。この改宗を行った人物が仏門に入った武士の斎藤兼実で、町名は兼実の姓に、知行地を表す「分」を付け加えたものと推測されている。2012年の地域情報サイトはまれぽ.comの調査においても、善龍寺に資料は残っておらず、確証は得られていない。
1932年（昭和7年）1月1日に神奈川町の一部から斎藤分町は新設され、1965年（昭和40年）7月1日に六角橋地区の住居表示の実施に伴い一部を六角橋二丁目に編入、1978年（昭和53年）9月10日に西神奈川地区の土地区画整理事業に伴い、一部を西神奈川三丁目、平川町に編入、2000年（平成12年）10月23日、栗田谷・斎藤分町地区の住居表示実施に伴い、一部を西神奈川三丁目、六角橋二丁目、六角橋三丁目に編入、旭ケ丘、栗田谷の一部を編入、中丸、二本榎との境界を変更した。

## 世帯数と人口
2025年（令和7年）6月30日現在（横浜市発表）の世帯数と人口は以下の通りである。
| 町丁     | 世帯数    | 人口    |
| -------- | --------- | ------- |
| 斎藤分町 | 2,184世帯 | 3,561人 |

### 人口の変遷
国勢調査による人口の推移。
| 年                 | 人口  |
| ------------------ | ----- |
| 1995年（平成7年）  | 4,004 |
| 2000年（平成12年） | 3,978 |
| 2005年（平成17年） | 3,795 |
| 2010年（平成22年） | 3,784 |
| 2015年（平成27年） | 3,822 |
| 2020年（令和2年）  | 3,768 |

### 世帯数の変遷
国勢調査による世帯数の推移。
| 年                 | 世帯数 |
| ------------------ | ------ |
| 1995年（平成7年）  | 1,978  |
| 2000年（平成12年） | 2,061  |
| 2005年（平成17年） | 2,053  |
| 2010年（平成22年） | 2,098  |
| 2015年（平成27年） | 2,094  |
| 2020年（令和2年）  | 2,280  |

## 学区
市立小・中学校に通う場合、学区は以下の通りとなる（2024年11月時点）。
| 番・番地等                       | 小学校               | 中学校               |
| -------------------------------- | -------------------- | -------------------- |
| 1〜29番 30番1〜13号 30番53〜69号 | 横浜市立斎藤分小学校 | 横浜市立六角橋中学校 |
| 30番14〜52号 31〜53番            | 横浜市立斎藤分小学校 | 横浜市立栗田谷中学校 |

## 事業所
2021年（令和3年）現在の経済センサス調査による事業所数と従業員数は以下の通りである。
| 町丁     | 事業所数 | 従業員数 |
| -------- | -------- | -------- |
| 斎藤分町 | 51事業所 | 214人    |

### 事業者数の変遷
経済センサスによる事業所数の推移。
| 年                 | 事業者数 |
| ------------------ | -------- |
| 2016年（平成28年） | 56       |
| 2021年（令和3年）  | 51       |

### 従業員数の変遷
経済センサスによる従業員数の推移。
| 年                 | 従業員数 |
| ------------------ | -------- |
| 2016年（平成28年） | 190      |
| 2021年（令和3年）  | 214      |

## 施設
- 横浜市立斎藤分小学校
- 善龍寺

## その他

### 日本郵便
- 郵便番号 : 221-0811[3]（集配局：神奈川郵便局[24]）

### 警察
町内の警察の管轄区域は以下の通りである。
| 番・番地等 | 警察署       | 交番・駐在所 |
| ---------- | ------------ | ------------ |
| 全域       | 神奈川警察署 | 六角橋交番   |